# Dawn FM

Dawn FM је пети студијски албум канадског кантаутора The Weeknd. Издат је преко XO и Republic Records 7. јануара 2022. На албуму је наратор Џим Кери, а на њему су гостовали Tyler, the Creator и Лил Вејн. Продукцију је водио сам The Weeknd заједно са Oneohtrix Point Never —који је продуцент за већину песама—као и Макс Мартин, Оскар Холтер, Калвин Харис и Swedish House Mafia, између осталих.
Албум служи као наставак четвртог студијског албума The Weeknd-a, After Hours (2020). Да би подржао оба албума, The Weeknd ће кренути на турнеју After Hours til Dawn Stadium Tour, која ће обухватити Северну и Јужну Америку, Европу, Азију, Африку, Блиски исток и Аустралију.

## Листа песама
| Бр.             | Наслов                                        | Аутор(и) | Продуцент(и)                                                                         | Трајање |
| --------------- | --------------------------------------------- | --- | ------------------------------------------------------------------------------------ | ------- |
| 1.              | Dawn FM                                       | - The Weeknd - Данијел Лопатин | - The Weeknd - OPN - Maкс Мартин - Оскар Холтер                                      | 1:36    |
| 2.              | Gasoline                                      | - The Weeknd - Данијел Лопатин | - The Weeknd - OPN - Maкс Мартин - Оскар Холтер - Мат Кон                            | 3:32    |
| 3.              | How Do I Make You Love Me?                    | - The Weeknd - Данијел Лопатин - Maкс Мартин - Аксел Хедфорс - Стив Анџело - Себастијан Ингросо - Оскар Холтер - Мат Кон                       | - The Weeknd - OPN - Maкс Мартин - Swedish House Mafia - Оскар Холтер - Мат Кон      | 3:34    |
| 4.              | Take My Breath                                | - The Weeknd - Ахмад Бланш - Maкс Мартин - Оскар Холтер                                                                                        | - The Weeknd - Maкс Мартин - Оскар Холтер                                            | 5:39    |
| 5.              | Sacrifice                                     | - The Weeknd - Данијел Лопатин - Maкс Мартин - Аксел Хедфорс - Стив Анџело - Себастијан Ингросо - Карл Нордструм - Оскар Холтер - Кевин Мекорд | - The Weeknd - Maкс Мартин - Swedish House Mafia - Оскар Холтер                      | 3:09    |
| 6.              | A Tale by Quincy (са Квинсијем Џоунсом)       | - The Weeknd - Quincy Jones - Данијел Лопатин - Џеф Гителман                                                                                   | - The Weeknd - OPN - Maкс Мартин - Гити                                              | 1:36    |
| 7.              | Out of Time                                   | - The Weeknd - Данијел Лопатин - Томоко Аран - Тетсуро Харада                                                                                  | - The Weeknd - OPN - Maкс Мартин - Оскар Холтер                                      | 3:34    |
| 8.              | Here We Go...Again (са Tyler, the Creator-ом) | - The Weeknd - Тајлер Оконма - Масамуне Кудо - Брус Џонстон - Кристијан Лав - Брајан Кенеди - Бени Бок - Чарли Кофин                           | - The Weeknd - Масамуне Кудо - Брус Џонстон - Брајан Кенеди - Бени Бок - Чарли Кофин | 3:30    |
| 9.              | Best Friends                                  | - The Weeknd - Џејон Квинвил | - The Weeknd - DaHeala - OPN - Maкс Мартин - Оскар Холтер - Мат Кон                  | 2:44    |
| 10.             | Is There Someone Else?                        | - The Weeknd - Данијел Лопатин - Томи Браун - Питер Ли Џонсон                                                                                  | - The Weeknd - OPN - Томи Браун - Питер Ли Џонсон - Maкс Мартин - Оскар Холтер       | 3:19    |
| 11.             | Starry Eyes                                   | - The Weeknd - Данијел Лопатин - Томи Браун - Питер Ли Џонсон                                                                                  | - The Weeknd - OPN - Maкс Мартин - Оскар Холтер                                      | 2:28    |
| 12.             | Every Angel Is Terrifying                     | - The Weeknd - Данијел Лопатин - Мат Кон | - The Weeknd - OPN - Мат Кон                                                         | 2:47    |
| 13.             | Don't Break My Heart                          | - The Weeknd - Данијел Лопатин - Maкс Мартин - Оскар Холтер - Мат Кон                                                                          | - The Weeknd - OPN - Maкс Мартин - Оскар Холтер - Мат Кон                            | 3:25    |
| 14.             | I Heard You're Married (са Лил Вејном)        | - The Weeknd - Двејн Картер - Адам Вајлс - Данијел Лопатин                                                                                     | - The Weeknd - Калвин Харис - OPN - Maкс Мартин - Оскар Холтер                       | 4:24    |
| 15.             | Less than Zero                                | - The Weeknd - Maкс Мартин - Оскар Холтер | - The Weeknd - Maкс Мартин - Оскар Холтер - OPN                                      | 3:32    |
| 16.             | Phantom Regret by Jim                         | - The Weeknd - Џим Кери - Данијел Лопатин - Maкс Мартин - Оскар Холтер - Мат Кон                                                               | - The Weeknd - OPN - Maкс Мартин - Оскар Холтер - Мат Кон                            | 3:00    |
| Укупно трајање: | Укупно трајање:                               | Укупно трајање: | Укупно трајање:                                                                      | 51:49   |

### Семплови
"Sacrifice" садржи семпл из песме "I Want to Thank You", коју је написао Кевин Двејн Мекорд, а изводи Алиша Мајерс.
„Out of Time“ садржи семпл из „Midnight Pretenders", који су написали Томоко Аран и Тетсуро Харада, а извела Аран.

## Пуштање у продају
| Регија    | Датум            | Формат                          | Издавачка кућа  | Реф.        |
| --------- | ---------------- | ------------------------------- | --------------- | ----------- |
| Различите | 7. јануар 2022.  | - Дигитални даунлоуд - Стриминг | - XO - Republic | [ 3 ]       |
| Различите | 28. јануар 2022. | CD                              | - XO - Republic | [ 4 ]       |
| Различите | 29. април 2022.  | - Касета - LP                   | - XO - Republic | [ 5 ] [ 6 ] |